# Alan Shepard

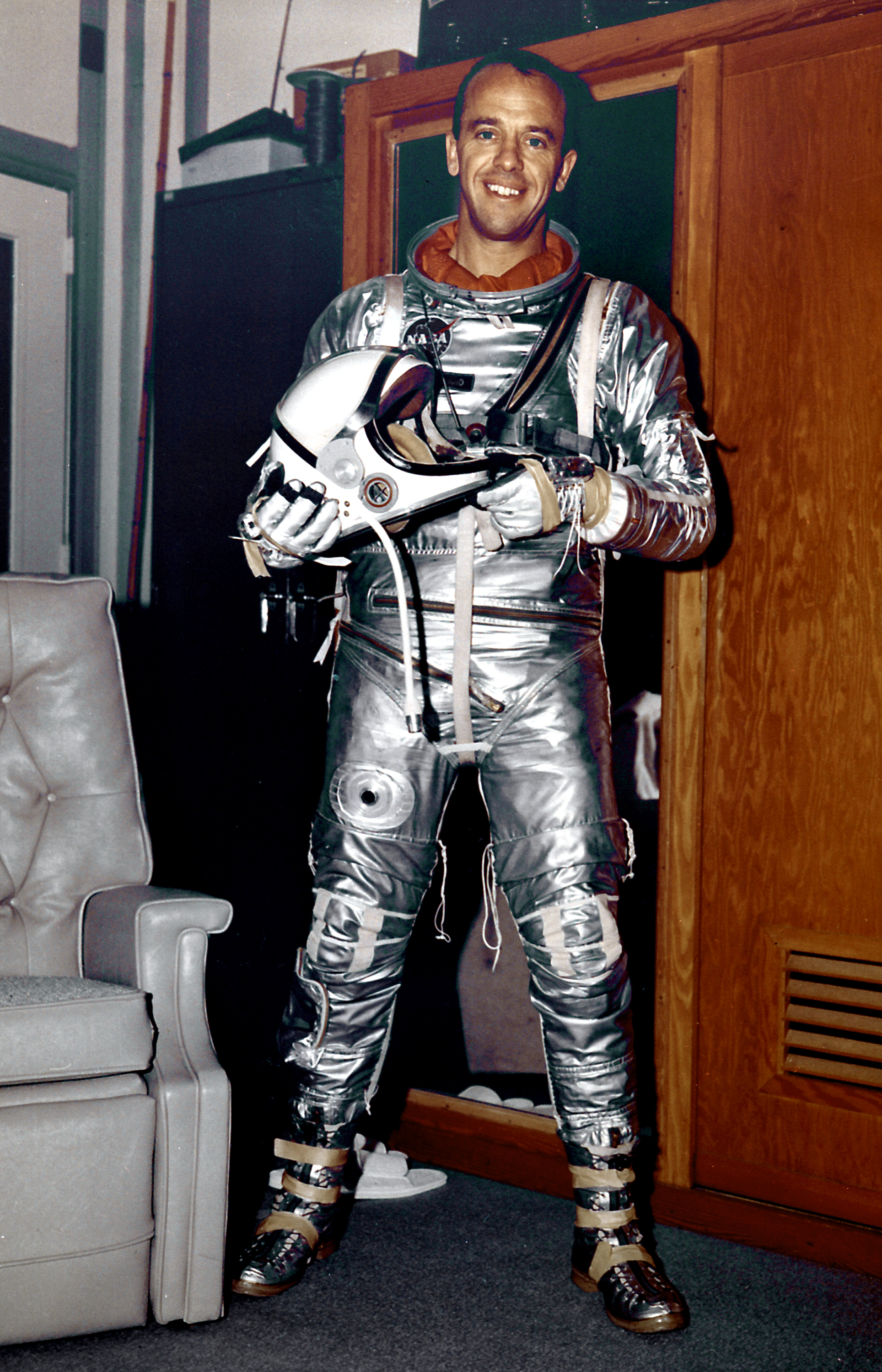
Alan Shepard in het Mercury-ruimtepak

Alan (Al) Bartlett Shepard Jr (East Derry (New Hampshire), 18 november 1923 – Monterey (California), 21 juli 1998) was een Amerikaanse astronaut, testpiloot, marinevlieger en zakenman. Hij vloog aan boord van de Mercury MR-3 als eerste Amerikaan in de ruimte, en was gezagvoerder tijdens de vlucht naar de maan van Apollo 14.

## Biografie
Shepard werd geboren in East Derry, New Hampshire, Verenigde Staten.
Na zijn schooltijd in East Derry en Derry in New Hampshire verkreeg hij in 1944 een Bachelor of Science graad aan de United States Naval Academy.
Hij studeerde in 1951 tevens af als testpiloot aan de U.S. Naval Test Pilot School op NAS Patuxent River waar hij ook instructeur werd en volgde het Naval War College in Newport, Rhode Island. Shepard deed uitgebreide vliegervaring op als testpiloot. Uiteindelijk had hij meer dan 8000 vlieguren, waarvan 3700 uren in straalvliegtuigen.
Op latere leeftijd (na zijn ruimtevlucht) werd hem een aantal eredoctoraten toegekend: Master of Arts, Dartmouth College, in 1971 een Doctorate of Science aan de Miami University (Oxford, Ohio) en in 1972 een Doctorate of Humanities aan het Franklin Pierce College.
In april 1959 werd hij samen met zes andere testpiloten door NASA geselecteerd voor de Mercury Seven, de ruimtevaarders die de eerste Amerikaanse bemande ruimtevluchten moesten uitvoeren in het kader van het Mercuryprogramma.
Hij werd voor het eerst gelanceerd op 5 mei 1961 aan boord van de Mercury MR-3 (Freedom 7), de eerste bemande ruimtevlucht in het kader van het Amerikaanse Mercuryproject. Tijdens deze vlucht werd Shepard de eerste Amerikaan in de ruimte. Het was een korte, zogenaamde ballistische vlucht, maar daarbij werd wel een hoogte van meer dan 100 km bereikt (namelijk 187 km), dus het geldt als een officiële ruimtevlucht. Hij landde na een vlucht van 15 minuten in de Atlantische Oceaan, 486 km gemeten vanaf het punt van lancering.
In 1963 werd besloten dat Shepard niet meer mocht vliegen vanwege een probleem met zijn evenwichtsorgaan, het syndroom van Menière. Hij werd benoemd tot hoofd van het Astronaut Office van NASA en was in die functie verantwoordelijk voor de coördinatie en toezicht op alle activiteiten inzake astronauten van NASA. Na een operatie voor het probleem met zijn oor keerde hij in mei 1969 weer terug in zijn functie als astronaut.
Shepard werd als gezagvoerder voor zijn tweede ruimtevlucht gelanceerd op 31 januari 1971 aan boord van de Apollo 14, samen met Stuart Roosa en Edgar Mitchell. Bij deze derde bemande maanlanding waren Shepard en Mitchell de vijfde respectievelijk zesde mens op de maan. Op het maanoppervlak installeerden en activeerden ze allerlei wetenschappelijke instrumenten. Ze verzamelden ongeveer 45 kilo maansteen. Een ander memorabel aspect aan de vlucht is dat Shepard heeft gegolfd op de maan. De totale vlucht duurde 10 dagen.
In juni 1971 keerde hij terug in zijn functie als hoofd van het Astronaut Office van NASA. Hij ging op 1 augustus 1974 met pensioen. Daarna had hij een bedrijf in Houston, Texas.
Shepard was ook voorzitter van de Mercury Seven Foundation, een organisatie zonder winstoogmerk die studiebeurzen verstrekte voor talentvolle studenten.
Shepard overleed aan de gevolgen van leukemie. Zijn vrouw overleed een maand later. Ze hadden drie dochters.

## Vernoeming
- Het al dan niet bemande suborbitale ruimtetoestel New Shepard van Blue Origin is naar Alan Shepard vernoemd. Zijn dochter Laura Churchley-Shepard maakte op 11 december 2021 een korte ruimtevlucht in een New Shepard.

Buzz Aldrin ·
Neil Armstrong ·
Alan Bean ·
Eugene Cernan ·
Pete Conrad ·
Charles Duke ·
James Irwin ·
Edgar Mitchell ·
Harrison Schmitt ·
David Scott · 
Alan Shepard ·
John Young